# أنطونيو مونتيرو
أنطونيو مونتيرو (بالبرتغالية: António Aniceto Monteiro‏) هو رياضياتي برتغالي، ولد في 1907 في ناميبي في أنغولا، وتوفي في 1980.